# Lill-Gräpplingen
Lill-Gräpplingen är en sjö i Åre kommun i Jämtland och ingår i Indalsälvens huvudavrinningsområde. Sjön har en area på 0,564 kvadratkilometer och ligger 621,1 meter över havet.

## Delavrinningsområde
Lill-Gräpplingen ingår i det delavrinningsområde (702409-135267) som SMHI kallar för Mynnar i Stor-Gräpplingen. Medelhöjden är 653 meter över havet och ytan är 6,12 kvadratkilometer. Det finns ett avrinningsområde uppströms, och räknas det in blir den ackumulerade arean 8,4 kvadratkilometer. Vattendraget som avvattnar avrinningsområdet har biflödesordning 4, vilket innebär att vattnet flödar genom totalt 4 vattendrag innan det når havet efter 333 kilometer. Avrinningsområdet består mestadels av skog (57 procent), sankmarker (15 procent) och kalfjäll (10 procent). Avrinningsområdet har 0,94 kvadratkilometer vattenytor vilket ger det en sjöprocent på 15,3 procent.